# Геохімічні карти

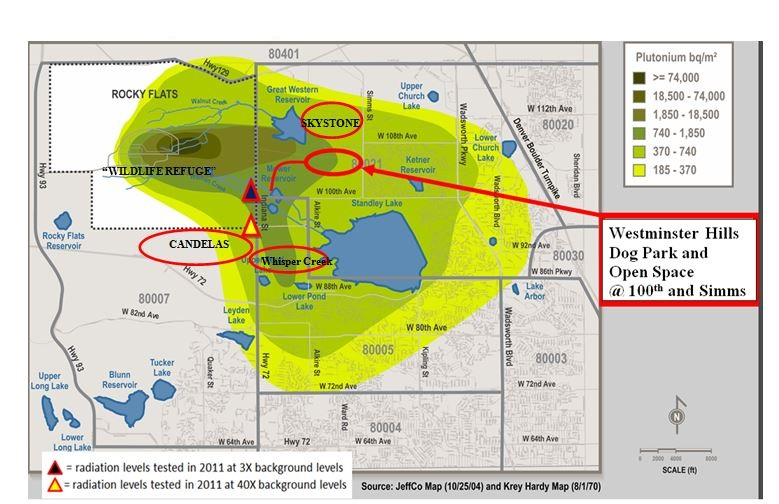
Приклад геохімічної мапи

Геохімічні карти (рос. карты геохимические, англ. geochemical maps, нім. geochemische Karten f pl) — карти, що відображають закономірності просторового розподілу хімічних елементів в гірських породах.
Геохімічні карти відображають області розсіяння і зони концентрації елементів в різних типах порід (вивержених, осадових, метаморфічних) і в межах різних структурних зон регіону.
Розрізняють загальні і особливі геохімічні карти. Загальні складаються на основі аналітичних даних якісного та кількісного характеру, які наносять на генералізовану геологічну або тектонічу основу у вигляді хімічних символів різної величини та форми та показують ділянки присутності або підвищеної концентрації окремих елементів та їх груп. При складанні особливих (по-елементних) геохімічних карт використовуються результати кількісних визначень елементів, характерних для даного регіону.